# Jan Jansse van Nes

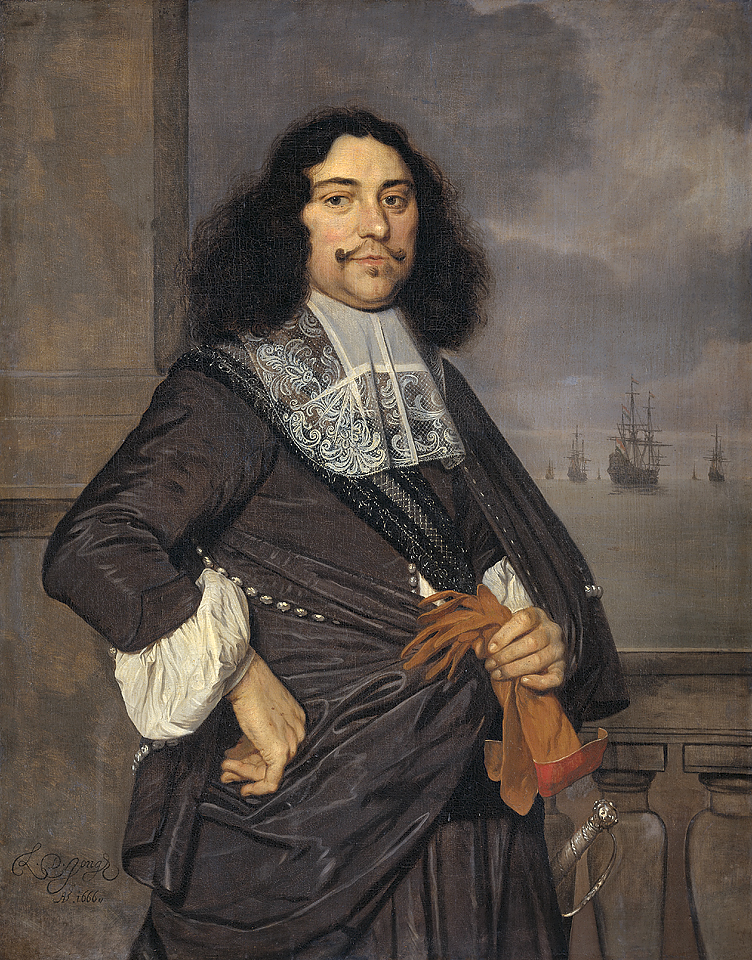
Ludolf de Jongh. Jan van Nes. 1666. Amsterdam, Rijksmuseum Amsterdam.

Jan Jansse van Nes (Rotterdam, april 1631 - aldaar, juni 1680) was een Nederlands admiraal uit de 17e eeuw.
Jan van Nes werd op 23 april 1631 te Rotterdam gedoopt als zoon van kapitein Jan Jacobse van Nes de Jongere ofwel "De Jonge Boer Jaap", zelf weer de broer van kapitein Jan Jacobse van Nes de Oudere, "De Oude Boer Jaap". 
Samen met zijn broer Aert Jansse diende hij in 1652 op het schip van hun vader, de Gelderland, sinds 6 januari in de rang van luitenant, toen het door de Fransen bij het begin van de Eerste Engels-Nederlandse Oorlog in de haven van La Rochelle geïnterneerd werd. In augustus stierf de vader en zijn broer werd kapitein. Jan maakte echter gedurende die hele oorlog geen promotie.
Tijdens de Noordse oorlog werd Jan op 16 april 1658, nog steeds in de rang van luitenant, aangesteld op de Eendragt, het vlaggenschip van luitenant-admiraal Jacob van Wassenaer Obdam. Op 10 december 1659 werd hij, toen men Egbert Bartolomeusz Kortenaer tot viceadmiraal bevorderde, in plaats van hem vlaggenkapitein, maar hij werd al snel overgeplaatst naar een ander schip.
In 1664 maakte Jan van Nes samen met zijn broer deel uit van de vloot van Michiel de Ruyter die de factorijen in West-Afrika heroverde op de Britten en de oceaan overstak voor een strafexpeditie in Noord-Amerika. Beide broers zouden persoonlijke vrienden van De Ruyter worden. Tijdens de hieropvolgende Tweede Engels-Nederlandse Oorlog werd hij op 24 februari 1666 benoemd tot schout-bij-nacht door de admiraliteit van de Maze. Hij had als vlaggenschip de Delft en als vlaggekapitein Laurens Kerseboom. Hiermee vocht hij in de Vierdaagse Zeeslag, maar al op de eerste dag moest hij zijn vlag overbrengen op de Groot Hollandia. Hij deed ook mee aan de Tocht naar Chatham.
Net als zijn broer kocht Jan een duur huis in Rotterdam en liet zich afbeelden door societyschilder Bartholomeus van der Helst.
Tijdens de Derde Engels-Nederlandse Oorlog vocht Jan van Nes op de Ridderschap van Holland in de Slag bij Solebay. In de winter van 1673 deed hij mee aan de organisatie van de landverdediging van Rotterdam tegen de Fransen in de gelijktijdige Hollandse Oorlog. Na het sneuvelen van viceadmiraal Johan de Liefde in de Slag bij Kijkduin nam Jan van Nes op de Maagd van Dordrecht — zijn vlaggenschip sinds de Slagen bij Schooneveld — tijdens het gevecht het onderbevel van het eskader van zijn broer, de luitenant-admiraal Van Nes, over; op 24 oktober werd hij als opvolger van De Liefde benoemd tot viceadmiraal. De Staten van Holland gaven hem als beloning voor bewezen diensten een rentebrief. Hij is op 6 juni 1680 begraven in de Grote Kerk te Rotterdam.
- Biografisch Portaal: 37762539
- Digitale Bibliotheek voor de Nederlandse Letteren: nes_021
- Nederlandse Thesaurus van Auteursnamen: 339349395
- Virtual International Authority File: 289008321